# Laurène Roisin
Laurène Roisin, född 23 april 2001, är en fransk kanotist som tävlar i kanotslalom.

## Karriär
Vid EM 2022 i Liptovský Mikuláš tog Roisin silver i lagtävlingen i C1 tillsammans med Marjorie Delassus och Lucie Baudu. Vid EM 2025 i Vaires-sur-Marne tog hon silver både individuellt i C1 samt i lagtävlingen tillsammans med Angèle Hug och Doriane Delassus.